# فرار (فیلم ۲۰۱۶)
فرار (به انگلیسی: The Escape) یک فیلم کوتاه ۱۳ دقیقه‌ای اکشن آمریکایی محصول سال ۲۰۱۶ میلادی که توسط شرکت خودروسازی ب‌ام‌و برای تبلیغ ب‌ام‌و سری ۵ مدل ۲۰۱۷ ساخته شده‌است. کارگردانی و نویسندگی این فیلم توسط نیل بلومکمپ، انجام شده و بازیگران اصلی کلایو اوون، جان برنثال، داکوتا فانینگ و ورا فارمیگا می‌باشند. این فیلم در کانال یوتیوب در تاریخ ۲۳ اکتبر ۲۰۱۶ منتشر شد.
این فیلم کوتاه در طول یک ماه و نیم ماه در تابستان سال ۲۰۱۶ در تورنتو، انتاریو فیلمبرداری شد. جلوه‌های تصویری در سپتامبر ۲۰۱۶ تکمیل شد، ماه بعد آماده انتشار شد.

## بازیگران
- کلایو اوون در نقش راننده
- جان برنثال در نقش هولت
- داکوتا فانینگ در نقش لیلی
- ورا فارمیگا در نقش دکتر نورا فیلیپس